# Вільхуватка (річка)
Вільхуватка, Водолажка — річка у Старовірівській сільській громаді Берестинського району та Нововодолазькій селищній громаді Харківського району Харківської області, права притока Мжи (басейн Сіверського Донця). У верхній течії річка носить назву Липова Долина

## Опис
Довжина річки 34  км, похил річки — 2,3 м/км. Формується з декількох безіменних струмків та водойм. Площа басейну 432 км². 

## Розташування
Вільхуватка бере початок на південному заході від села Клинове. Тече переважно на північний схід. На південному сході від села Рокитне впадає в річку Мжа, праву притоку Сіверського Дінця.
Населені пункти вздовж берегової смуги: Стулепівка, Низівка, Завадівка, Новоселівка, Нова Водолага, Вільхуватка.

## Притоки
- Ломуватий яр - один із витоків, впадає у Вільхуватку у селі Ступелівка[4][6]
  - Бондарний - права притока Ломуватого яру[4][7]
- Балка Ушакова - один із витоків. Починається на південному заході від села Клинове, тече переважно на захід і зливається з балкою Хрестовою на південно-східній околиці села Ступелівка.[4][8]
  - Балка Завадина - ліва притока Ушакової[4][9]
- Балка Хрестова (у верхній течії Абилецька) - один із витоків. Починається на північному заході від села Миколаївка, тече на північний захід і зливається з балкою Ушаковою на південно-східній околиці села Ступелівка.[4][10]
  - Жолобок - права притока балки Хрестової[4][11]
- Балка Сорочина - ліва притока. Починається у селі Караван, тече переважно на північний схід і впадає у Вільхуватку у південній частині села Завадівка[4][12]
- Луб'яна - ліва притока. Починається у селі Печіївка, тече переважно на північний схід через село Червона Поляна і впадає у вільхуватку на північній околиці села Завадівка[4][13]
  - Балка Цехмистрова - ліва притока Луб'яної. Починається у селі Станичне, тече на південний схід і впадає у Луб'яну на південному заході від села Червона Поляна[4][14]
- Балка Дерегова - ліва притока. Починається у селі Дерегівка, тече переважно на північний схід, впадає у Вільуватку у селі Новоселівка[4]
- Княжна - права притока
- Яр Дудників - права притока, впадає у вільхуватку у північно-східній частині села Новоселівка [4][15]
- Яр Розсоховатка - права притока, впадає у Вільхуватку у селищі Нова Водолага[3][16]
- Яр Крутий - права притока, впадає у Вільхуватку у селищі Нова Водолага[3][17]
- Яр Запорізький - ліва притока, впадає у вільхуватку на північній околиці селища Нова Водолага[3][18]
- Джгун - права притока.

## Галерея

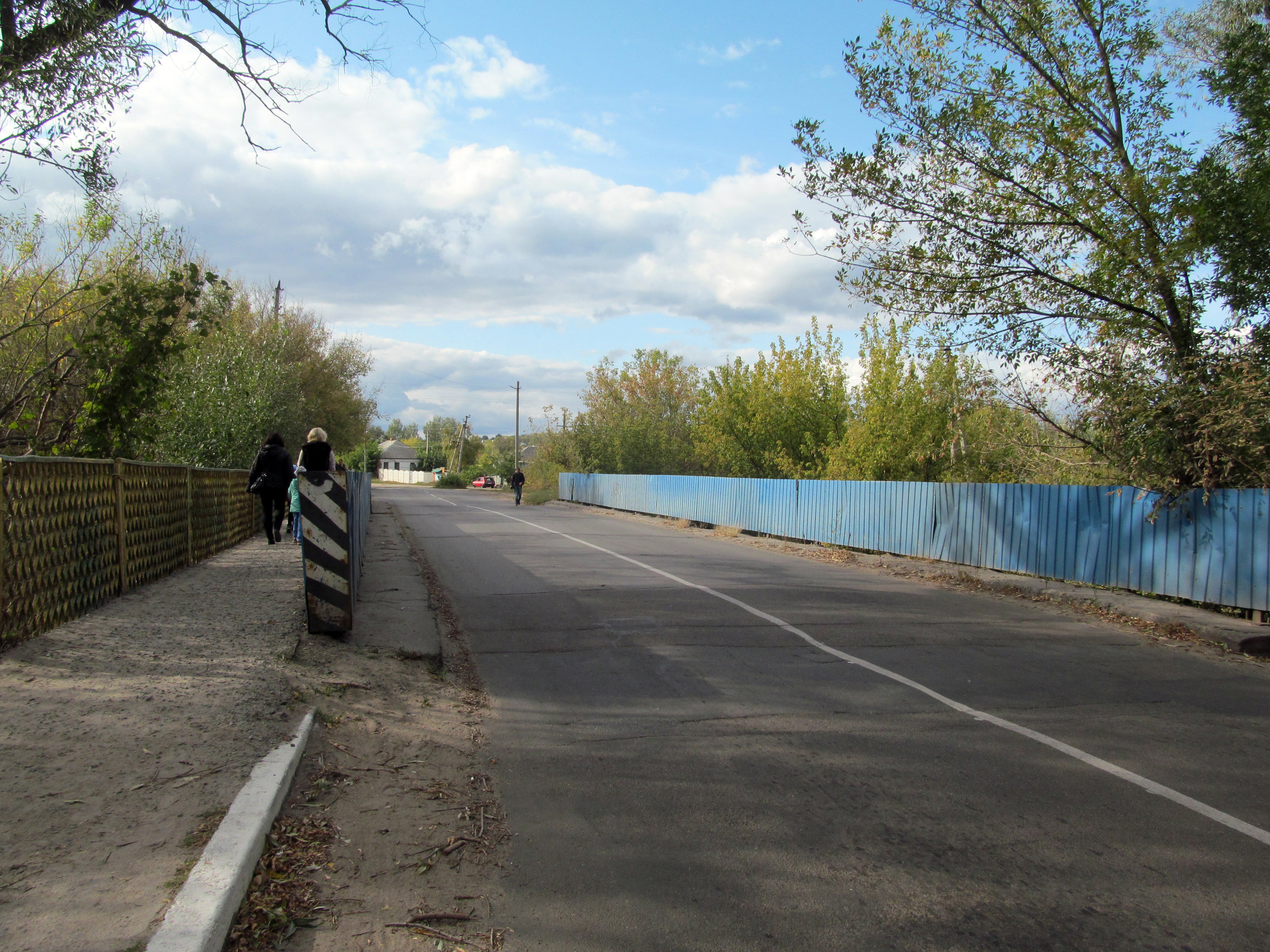
Міст через річку у селі Нова Водолага
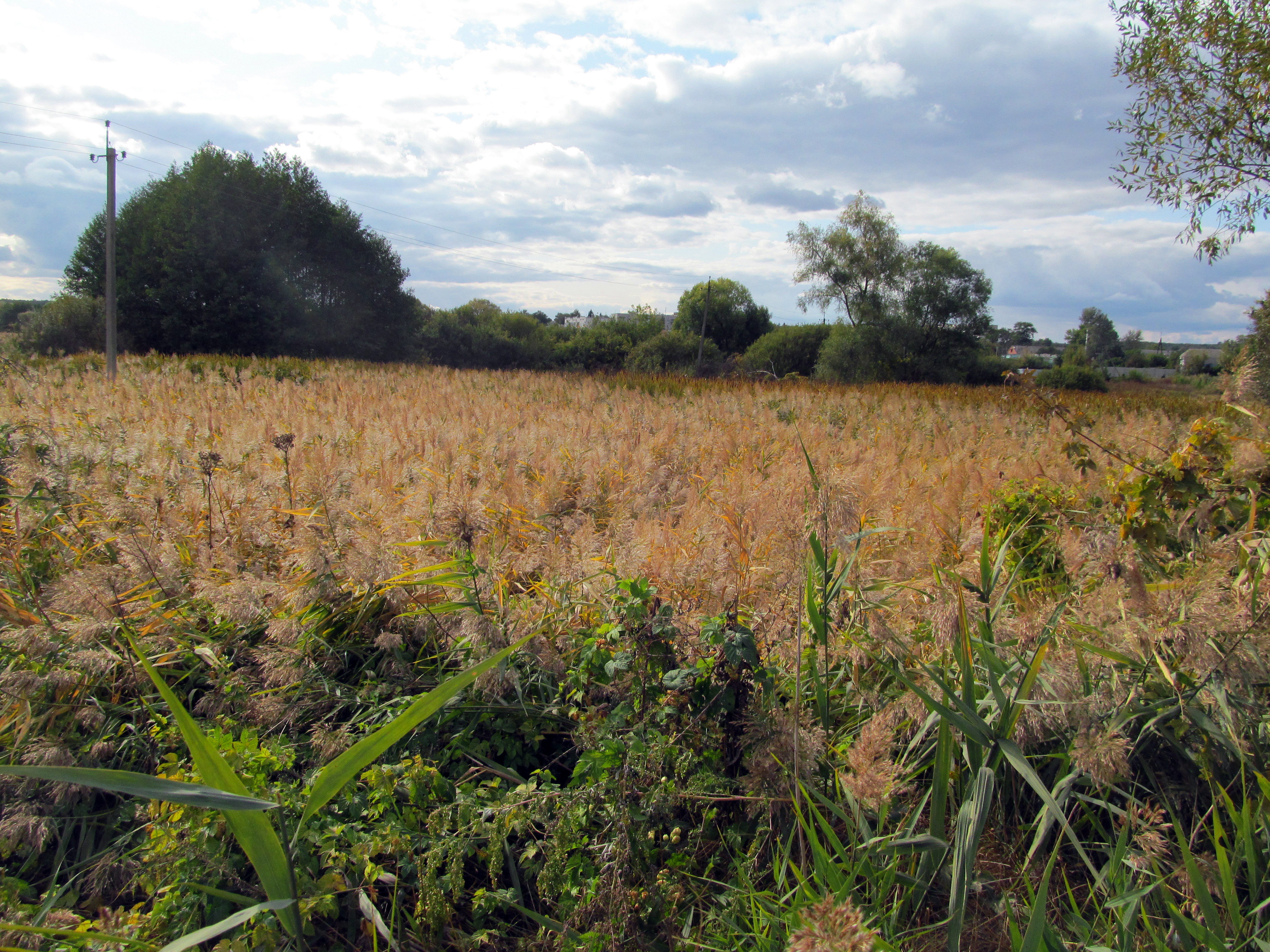
Заплава річки у селі Нова Водолага
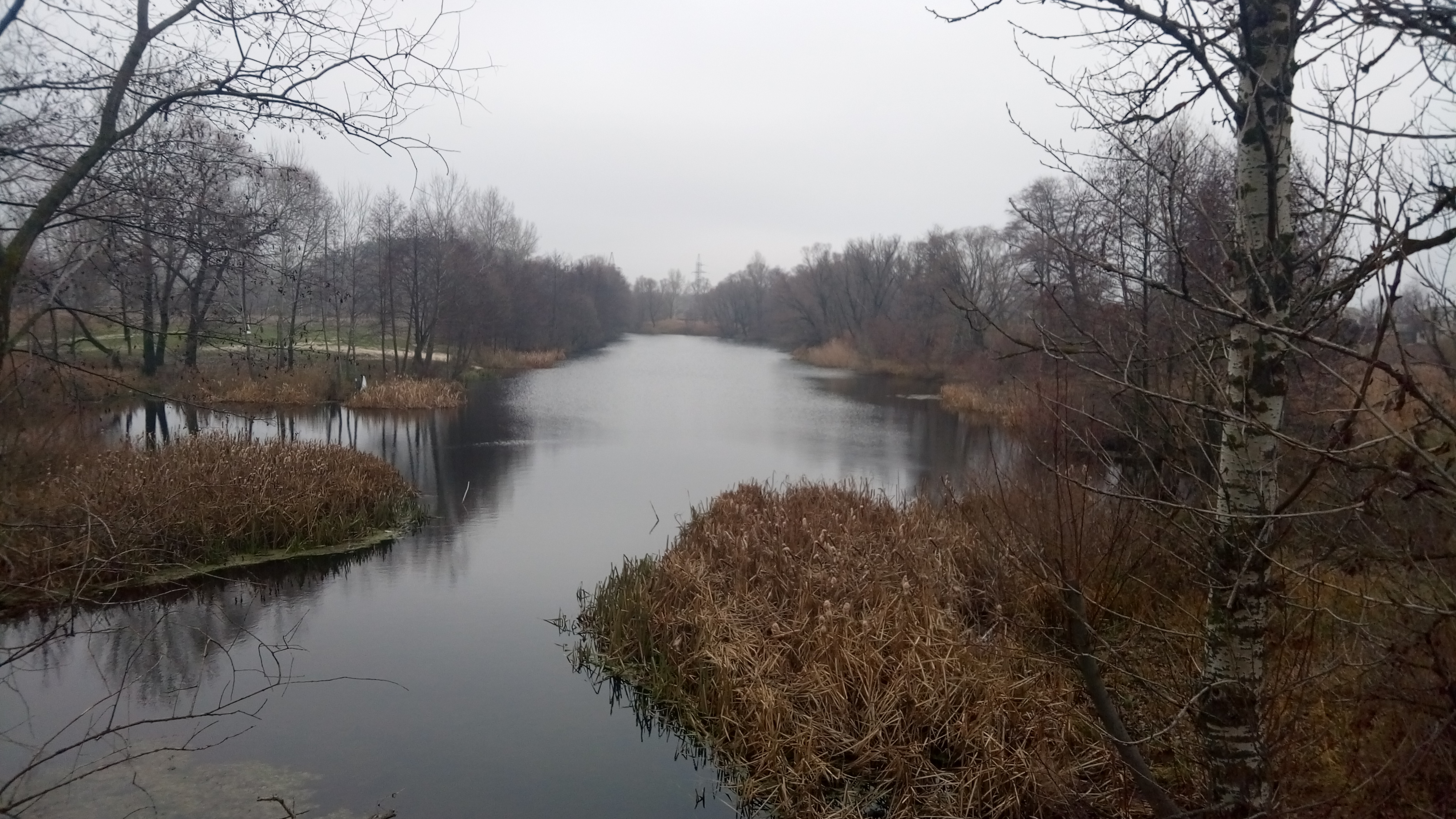
Річка у селі Новоселівка